# 6 Leonis
6 Leonis (h Leonis) é uma estrela na direção da Leo. Possui uma ascensão reta de 09h 31m 57.58s e uma declinação de +09° 42′ 56.9″. Sua magnitude aparente é igual a 5.07. Considerando sua distância de 482 anos-luz em relação à Terra, sua magnitude absoluta é igual a −0.78. Pertence à classe espectral K3III.